# Discipline (Janet Jackson-album)
A Discipline című album Janet Jackson amerikai énekesnő tizenharmadik albuma és tizedik stúdióalbuma. 2008. február 25-én jelent meg. Ez Jackson hatodik albuma, ami az első helyre került az Egyesült Államokban a Billboard 200 slágerlistán. 2008 áprilisáig az USA-ban 310 000, világszerte 710 000 példány kelt el belőle, ami kevesebb, mint Jackson eddigi albumainak eladási példányszáma.

## Felvételek
2007 júliusában jelentették be, hogy Jackson leszerződött az Island Recordsszal, miután előző albuma, a 20 Y.O. megjelenésével teljesítette öt albumra szóló szerződésbeli kötelességét a Virgin Recordsszal. producerei közt szerepel Rodney Jerkins (aki az első kislemez, a Feedback producere D'Mile-lal együtt), Jermaine Dupri, Ne-Yo, Shea Taylor, Stargate, Johnta Austin, Tricky Stewart és The-Dream. Az album executive producerei az Island Def Jam elnöke, L.A. Reid, valamint maga Jackson. Az 1986-ban megjelent Control óta ez az első albuma, melynek nem Jimmy Jam és Terry Lewis a producerei, és melyen Jackson egy dalnak sem társszerzője.
A So Much Betta című dal részleteket használ fel a francia Daft Punk Daftendirekt című számából.
Az albumnak megjelent egy deluxe kiadása is, melyhez DVD is tartozik, rajta a Feedback videóklipjének készítésével. 2008. március 31-étől a Wal-Mart üzlethálózatban kapható az album környezetbarát csomagolású változata is.

## Fogadtatása

### Kritikai fogadtatás
Az album kritikai fogadtatása nagyrészt kedvező volt, a Metacritic 14 kritika alapján 61%-os átlagot adott neki. Keith Harris, a Rolling Stone munkatársa így jellemezte az albumot: „Janet Jackson elhagyta a 2006-os 20 Y.O. műanyag R&B-hangzását a digitalizált megapop szexisebb hangzásáért.” Az AllMusic 5 csillagból 4-et adott az albumnak, és megjegyezte, hogy több dal „olyan ártatlan, mindenkihez szóló és hívogató, mint minden más Janet múltjában”. A US Weeklytől 4 csillagból 3-at kapott az album, és egy pozitív kritikát, a Slant Magazine pedig azt írta, ez Jackson legösszefüggőbb albuma az elmúlt időben, és 5 csillagból 3-at adott rá. A Village Voice szerint az album „a Jackson lány legösszefüggőbb albuma a Control óta.
Más kritikusok véleménye kevésbé volt kedvező. A Boston Globe szerint „unalmas Jacksonnak az a döntése, hogy újra a nimfomániást alakítja”, a Pop Matters szerint az album „megint csak ugyanaz”, és „Napjainkban [Jackson] külseje és hangzása nem több, mint a 2001-es All for You folytatása.” Az Entertainment Weekly szerint Jackson dalszövegei úgy hangzanak, mint „egy szerelmes kamasz giccses SMS-ei”. A Digital Spy szerint „Jackson kísérlete, hogy megint überszexmániásnak adja ki magát, lassan kezd nagyon kétségbeesettnek tűnni”, „szövegei zavarbaejtően feslettek”, és 5 csillagból csak 2-t adott az albumnak. A The Guardian a legtöbb dalt unalmasnak vagy felejthetőnek tartotta, a The Sunday Times szerint pedig az album bizarr, és 5 csillagból csak 1-et érdemel.

### Eladások
A Discipline a Billboard 200 első helyén debütált a március 15-ével végződő héten, 181 000 példány kelt el belőle. Ez ugyan magasabb pozíció, mint Jackson két előző albumáé, de azokból több kelt el az első héten: a Damita Jóból 381 000, a 20 Y.O.-ból 296 000 példány. Hat listavezető albummal Janet holtversenyben áll Madonnával a második helyen mint legtöbb amerikai listavezetővel rendelkező női előadó (Barbra Streisand előzi meg őket nyolc albummal); később Mariah Carey is felzárkózott hozzájuk. A második héten az album lekerült a 3. helyre, ezen a héten 57 000 példány kelt el belőle. A 3. héten a 8. helyen állt, 38 000 eladott példánnyal. A negyedik héten a 17. helyen állt 34 000 eladott példánnyal, így összesen az első hónapban 310 000 példány kelt el az albumból az USA-ban.
Más országokban az album mérsékelt sikert aratott, Kanadában a 3., Japánban a 9. helyre került (utóbbiban aranylemez lett 100 000 eladott példány után), Svájcban szintén a 9. helyig jutott, de a legtöbb európai országban csak kevés példányban kelt el. Világszerte öt hét alatt 475 000 példányban kelt el,véglegesen 710 000 példány talált gazdára, a 6. héten lekerült a nemzetközi slágerlistáról.
2008 júniusára az Island Def Jam befejezte a Discipline reklámozását. „A kiadó és én nem nagyon értettünk egyet a Feedback megjelenése után, ezért leálltak a promócióval”, jelentette ki Jackson.

## Számlista
| #                                               | Cím                                                | Szerzők                                                      | Hossz |
| ----------------------------------------------- | -------------------------------------------------- | ------------------------------------------------------------ | ----- |
| 1.                                              | I. D. (Interlude)                                  | Dernst Emile, Rodney Jerkins                                 | 0:47  |
| 2.                                              | Feedback                                           | LaShawn Daniels, Emile, Jerkins, Tasleema Yasin              | 3:38  |
| 3.                                              | LUV                                                | Daniels, Emile, Jerkins, Yasin                               | 3:09  |
| 4.                                              | Spinnin’ (Interlude)                               |                                                              | 0:07  |
| 5.                                              | Rollercoaster                                      | Jerkins, Terry „The Maddscientist” Thomas, Timothy Thomas    | 3:50  |
| 6.                                              | Bathroom Break (Interlude)                         |                                                              | 0:40  |
| 7.                                              | Rock with U                                        | Jermaine Dupri, Ne-Yo                                        | 3:51  |
| 8.                                              | 2nite                                              | Mikkel S. Eriksen, Tor Erik Hermansen, Phillip „Taj” Jackson | 4:08  |
| 9.                                              | Can’t B Good (feat. Ne-Yo)                         | Ne-Yo, D. DoRohn Gough                                       | 4:13  |
| 10.                                             | 4 Words (Interlude)                                | J. Jackson, Jerkins                                          | 0:10  |
| 11.                                             | Never Letchu Go                                    | Johnta Austin, Dupri, Manuel Seal                            | 4:07  |
| 12.                                             | Truth or Dare (Interlude)                          | Daniels, Emile, Jerkins, Delisha Thomas                      | 0:24  |
| 13.                                             | Greatest X                                         | The-Dream, Christopher Stewart                               | 4:22  |
| 14.                                             | Good Morning, Janet (Interlude)                    |                                                              | 0:43  |
| 15.                                             | So Much Betta                                      | Dupri, Crystal Johnson, Seal                                 | 2:52  |
| 16.                                             | Play Selection (Interlude)                         |                                                              | 0:17  |
| 17.                                             | The 1 (feat. Missy Elliott)                        | Dupri, Elliott, Johnson, Seal                                | 3:40  |
| 18.                                             | What’s Ur Name                                     | Dupri, Johnson, Seal                                         | 2:33  |
| 19.                                             | The Meaning (Interlude)                            | Daniels, Emile, Jerkins, D. Thomas                           | 1:16  |
| 20.                                             | Discipline                                         | Shea Taylor, Ne-Yo                                           | 5:00  |
| 21.                                             | Back (Interlude)                                   |                                                              | 0:18  |
| 22.                                             | Curtains                                           | Daniels, Dawson, Antonio Dixon, Jerkins                      | 3:50  |
| Brit, japán, koreai változat & iTunes bónuszdal |                                                    |                                                              |       |
| 23.                                             | Let Me Know                                        | Ne-Yo                                                        | 3:48  |
| iTunes bónuszdalok                              |                                                    |                                                              |       |
| 24.                                             | Feedback (Ralphi Rosario Electro Shock Radio Edit) |                                                              | 3:47  |
| 25.                                             | Feedback (Moto Blanco Radio Edit)                  |                                                              | 3:56  |
| Deluxe edition DVD                              |                                                    |                                                              |       |
| 1.                                              | Fényképezés                                        |                                                              |       |
| 2.                                              | A stúdióban                                        |                                                              |       |
| 3.                                              | Próbák                                             |                                                              |       |
| 4.                                              | A Feedback videóklip készítése                     |                                                              |       |
| 5.                                              | Feedback videóklip                                 |                                                              |       |

## Kislemezek
Az első kislemez, a Feedback bemutatójára 2007. december 12-én került sor a Z100 amerikai rádióadón és Janet hivatalos weboldalán. A dal a 19. helyig jutott a Billboard Hot 100, a 39. helyig a Hot R&B/Hip-Hop Songs és a 23. helyig a Pop 100 slágerlistán, ezzel Jackson legjobban teljesítő kislemeze a 2001-es Someone to Call My Lover óta.
Az ezt követő kislemezeket csak egyes rádióformátumoknak küldték el, a Rock with U-t február 5-én, a LUV-ot február 12-én, a Can’t B Goodot március 18-án. A két utóbbi Top 40 rádiós sláger lett rádióformátumok slágerlistáin, de a Hot 100-ra nem kerültek fel.
- Feedback (2007. december 26.)
- Rock with U (2008. február 5.)
- LUV (2008. február 12.)
- Can’t B Good (2008. március 18.)

## Megjelenési dátumok
- 2008. február 22.
- 2008. február 23.
- 2008. február 25.
- 2008. február 26.
- 2008. február 27.
- 2008. február 28.
- 2008. február 29.
- 2008. március 3.
- 2008. március 13.
- 2008. március 15.
- 2008. március 28.
- 2008. március 29.

## Helyezések
| Slágerlista (2008)                    | Legfelső helyezés | Eladási adatok |
| ------------------------------------- | ----------------- | -------------- |
| USA Billboard 200                     | 1                 | 441 000        |
| USA Billboard Comprehensive Albums    | 1                 | 441 000        |
| USA Billboard Top R&B/Hip-Hop Albums  | 1                 | 441 000        |
| Ausztrál ARIA Top 50 albumslágerlista | 16                |                |
| Belgium (Flandria)                    | 46                |                |
| Belgium (Vallonia)                    | 43                |                |
| Brit albumslágerlista                 | 63                |                |
| Európai Top 100 albumslágerlista      | 41                |                |
| Francia albumslágerlista              | 43                |                |
| Görög albumslágerlista                | 23                |                |
| Holland Top 100 albumslágerlista      | 28                |                |
| Ír albumslágerlista                   | 60                |                |
| Japán Billboard albumslágerlista      | 13                |                |
| Japán Oricon albumslágerlista         | 9                 | 100 000        |
| Kanadai Top 100 albumslágerlista      | 3                 |                |
| Német albumslágerlista                | 38                |                |
| Norvég Top 40 albumslágerlista        | 30                |                |
| Olasz albumslágerlista                | 58                |                |
| Svájci Top 100 albumslágerlista       | 9                 |                |
| Új-Zéland                             | 35                |                |
| Nemzetközi egyesített slágerlista     | 2                 | 475 000        |